# Ngụy Khỏa
Ngụy Khỏa (chữ Hán: 魏顆; ?-?), tức Ngụy Điệu tử (魏悼子), là vị tông chủ thứ tư của họ Ngụy, thế gia nước Tấn thời Đông Chu trong lịch sử Trung Quốc.
Ông là con của Ngụy Sưu, tôn chủ thứ ba của họ Ngụy. Sau khi Ngụy Sưu chết, ông lên kế tập.
Sử sách không nói rõ hành trạng của ông trong thời gian lãnh đạo họ Ngụy. Sau khi ông mất, con ông là Ngụy Giáng thế tập.